# Advanced Mobile Phone System
Advanced Mobile Phone System (AMPS) — система стільникового рухомого зв'язку, яка була вперше введена в експлуатацію в США в 1979 р. Система працює в діапазоні 825-890 МГц і має 666 дуплексних каналів при ширині смуги частот кожного каналу 30 кГц. Потужність передавача базової станції становить 45 Вт, автомобільної рухомий станції — 12 Вт, переносного апарата — 1 Вт У стандарті використано ряд оригінальних технічних рішень, спрямованих на забезпечення якісного зв'язку при мінімальній вартості обладнання. На основі цього стандарту надалі були розроблені дві його модифікації: аналогова N-AMPS і цифрова D-AMPS. Обидва ці варіанти були створені, в першу чергу, для розміщення у виділеній смузі частот більшого числа розмовних каналів. В N-AMPS це досягається використанням вужчих смуг частот каналів, а в D-AMPS — використанням часового поділу каналів.